# Salentinella juberthieae
Salentinella juberthieae is een vlokreeftensoort uit de familie van de Salentinellidae. De wetenschappelijke naam van de soort is voor het eerst geldig gepubliceerd in 1968 door Coineau.